# Vidor
Vidor là một đô thị (comune) thuộc tỉnh Treviso, vùng Veneto, Ý. Đô thị này có diện tích 13,52 km2, dân số là 3752 người (thời điểm 31 tháng 3 năm 2008).